# Sofia Mosette
Charlotta Sofia Mosett eller Mosette, senare Sofia Lönnbom, född 1776, död 1841, var en svensk skådespelare.
Sofia Mosett debuterade på Munkbroteatern i Stockholm spelåret 1798-99.  Hon var en kapabel aktör och fick redan samma år spela titelrollen i Minna von Barnhelm av Kotzebue.  Munkbroteatern stängdes dock 1799.  
Hon turnerade sedan som medlem i kringresande teatersällskap.  Hon var engagerad vid Johan Peter Strömbergs sällskap under dennes försök att upprätta en stående teater i Nyköping 1800-02, hos Johan Erik Brooman när denne uppträdde i Göteborg 1802-03, Carl Stenborg (1806) och Johan Anton Lindqvist (1810-20). Hon gifte sig med skådespelaren Carl Gustaf Lönnbom och turnerade som medlem av hans sällskap fram till 1824.  
Hon nämns som en av den svenska landsortsteaterns mer betydande aktörer och beskrivs som "en af landsortsteaterns förnämsta prydnader". 
Maken blev 1824 spegelfabrikör i Stockholm, varefter paret avslutade sin karriär.